# 사북공공도서관
사북공공도서관은 강원특별자치도 정선군 사북읍 사북2리 소재의 도서관이다.

## 연혁
- 1998년 11월 개관
- 2002년 1월 사북공공도서관 민간위탁 운영(정선지역자활센터) 관장 최원재
- 2002년 2월 사북읍 정보이용센터 운영(정선군 지정)
- 2003년 3월 문화학교 운영(정선군 지정)
- 2004년 1월 도서관리 표준자료 관리시스템 구축(KOLASⅡ)
- 2009년 7월 북스타트 도입(북스타트 코리아 지원)
- 2011년 7월 어린이관 증축(정선군.책읽는사회문화재단.하이원리조트 후원)
- 2012년 3월 평생학습프로그램 운영(정선군 지원)
- 2012년 7월 도서관리 표준자료 관리시스템 교체(KOLASⅢ)
- 2013년 5월 장애인 정보정보 누리터 설치
- 2014년 4월 정선군 작은도서관 지원사업 시작
- 2016년 4월 성인문해교육 운영 (강원도 평생교육 진흥원)
- 2020년 1월 사북공공도서관 운영・관리 민간위탁 변경(재단법인 3.3기념사업회) 관장 황인욱
- 2020년 2월 "주민의 성장을 돕는 도서관" 새비전 수립
- 2020년 4월 한국도서관협회 특화도서관 육성지원 사업 지원관 선정
- 2020년 9월 책이음서비스 시스템 구축 및 전자책, 오디오북 도입
- 2020년 10월 사북공공도서관 리모델링 재개관
- 2021년 1월 사북공공도서관 홈페이지(www.sbl.or.kr) 개편
- 2021년 3월 정선군 초중등인재양성 집중과정 징검다리스쿨 운영 시작
- 2021년 12월 기억을 보듬는 도서관 사업으로 주민참여 구술기록집 발간
- 2022년 3월 정선군 징검다리스쿨 제2기 시작

## 시설현황
본관
- 2층: 조용조용학습실, 오롯이알음실, 빛나는배움실, 멋진생각펼쳐방, 알찬모임키워방, 콜라보라운지, 내곁에관장실
- 1층: 소중한자료실, 꽃다운집무실, 사랑방북카페, 꽃피는깜장돌어린이관
- 지하1층: 보존서고

꽃피는깜장돌어린이관
- 옥상: 잔디정원
- 2층: 열람마루
- 1층: 아동자료실

## 이용 안내
이용 시간
- 소중한자료실, 아동자료실: 09:00 - 22:00
- 조용조용학습실, 오롯이알음실, 빛나는배움실: 09:00 - 22:00

휴관일
- 정기휴관일: 매주 월요일
- 일요일을 제외한 법정 공휴일
- 임시휴관일: 기타 관장이 필요하다고 인정하는 날